# تدفق قابل للانضغاط
التدفق القابل للانضغاط (أو ديناميكا الغازات) هو فرع من ميكانيكا الموائع، يُعنى بدراسة التدفقات التي تشهد تغيرات كبيرة في كثافة الموائع أي أن الكثافة تكون غير ثابتة. في حين أن جميع التدفقات قابلة للانضغاط، تُعتبر التدفقات عادةً غير قابلة للانضغاط عندما يكون رقم ماخ (نسبة سرعة التدفق إلى سرعة الصوت) أقل من 0.3 (لأن تغير الكثافة الناتج عن السرعة يبلغ حوالي 5% في هذه الحالة). تُعدّ دراسة التدفق القابل للانضغاط ذات صلة بالطائرات عالية السرعة، والمحركات النفاثة، ومحركات الصواريخ، والدخول عالي السرعة إلى الغلاف الجوي للكوكب، وأنابيب الغاز، والتطبيقات التجارية مثل التفجير الكاشط، والعديد من المجالات الأخرى.